# Karen Krantzcke
Karen Krantzcke (Brisbane, 1 de fevereiro de 1946 – 11 de abril de 1977) foi uma tenista profissional australiana.
Vencedora de um Grand Slam, em duplas, Karen faleceu fazendo caminhada em 1977, aos 31 anos de idade.